# Comuna de Przedbórz
Przedbórz (polaco: Gmina Przedbórz) é uma gminy (comuna) na Polónia, na voivodia de Lodz e no condado de Radomszczański. A sede do condado é a cidade de Przedbórz.
De acordo com os censos de 2004, a comuna tem 7682 habitantes, com uma densidade 40,4 hab/km².

## Área
Estende-se por uma área de 189,94 km², incluindo:
- área agricola: 40%
- área florestal: 53%

## Demografia
Dados de 30 de Junho 2004:
|                      | Total   | Total | Mulheres | Mulheres | Homens  | Homens |
| -------------------- | ------- | ----- | -------- | -------- | ------- | ------ |
|                      | pessoas | %     | pessoas  | %        | pessoas | %      |
| População            | 7682    | 100   | 3832     | 49,9     | 3850    | 50,1   |
| Densidade (pop./km²) | 40,4    | 100   | 20,2     | 20,2     | 20,3    | 20,3   |

De acordo com dados de 2002, o rendimento médio per capita ascendia a 1308,97 zł.

## Subdivisões
- Borowa, Brzostek, Chałupki, Faliszew, Gaj, Góry Mokre, Góry Suche, Grobla, Jabłonna, Józefów, Kajetanów, Kaleń, Miejskie Pola, Mojżeszów, Nosalewice, Piskorzeniec, Policzko, Przyłanki, Stara Wieś, Stary Józefów, Taras, Wojciechów, Wola Przedborska, Wygwizdów, Wymysłów, Zagacie, Zuzowy, Żeleźnica.

## Comunas vizinhas
- Aleksandrów, Fałków, Kluczewsko, Krasocin, Masłowice, Ręczno, Słupia (Konecka), Wielgomłyny